# Rothmoos (Nonnenbruchwald)
Das Rothmoos ist ein Naturschutzgebiet im Nonnenbruchwald (französisch: Forêt de Nonnenbruch) im Département Haut-Rhin im Elsass in Frankreich. Es wurde am 4. August 1988 als 20,6 ha großes Gebiet begründet und am 16. März 2012 auf 145,65 ha erweitert. Das Rothmoos liegt überwiegend auf dem Gebiet der Gemeinde Wittelsheim.

## Geographie
Das Rothmoos liegt im Süden der Gemeinde Wittelsheim zwischen dem Ort und der Route nationale 66. Im Westen grenzt es an ein Gewerbegebiet und ein ehemaliges Kalibergwerk. Im Norden liegen zwei kleinere Seen, im Osten schließt sich ein ausgedehntes Waldgebiet an das Rothmoos an.
Während die Südhälfte des Naturschutzgebiets bewaldet ist, ist der Norden von einer Moorlandschaft, Sumpfwiesen, Bachläufen und Teichen gekennzeichnet.